# Cedron
Il Cedron (AFI: /ˈtʃɛdron/) o, più fedelmente alla forma originaria, Chidron o Chedron (in ebraico קדרון‎?, Qidron; in arabo قدرون‎?, Qadrūn), è un torrente della Palestina che sfocia nel mar Morto e dà il nome all'omonima valle.